# МАЗ 203
МАЗ 203 (англ. MAZ 203) — білоруський автобус великого класу, що випускається на Мінському автомобільному заводі з 2006 року. Зараз випущено понад 100 екземплярів, автобуси МАЗ 203 є у Росії, Польщі, Румунії і Україні (Донецьк, Запоріжжя, Київ, Львів). Автобус є повністю низькопідлоговим, на відміну від його попередника МАЗ 103, у ньому виправлено вади 103 МАЗа, значно покращено дизайн та якість компонент. Конструктивні особливості МАЗ 203:
- кузов зроблено з високоміцної оцинкованої сталі та оброблено у катафорезній «ванні» антикорозійними емалями;
- повністю низькопідлоговий автобус;
- електронні рейсовказівники;
- високий моторесурс двигуна, шасі, підвіски, мостів;
- сучасний дизайн;
- двигун, КПП і мости німецького виробництва;
- наявні системи ABS i ASR.

МАЗ 203 має і приміську версію МАЗ 203С, однак у цій статті описано лише міський автобус, МАЗ 203 має лише дві двері і більше сидячих місць. На базі МАЗ 203 побудовано тролейбус МАЗ 203Т з електрообладнанням Етон (Білорусь). МАЗ 203 є принципово новим автобусом європейського класу, у якому вирішено вади МАЗ 103, 203 модель і випущена аби замінити 103 модель. На базі МАЗ 203 виготовлено МАЗ 206, 8-метровий низькопідлоговий автобус середнього класу. По бажанню замовника на автобус може встановлюватися:
- кондиціонер
- система нахилу кузова «кнілінг»
- автоматична система централізованої змазки фірми Lincoln, Німеччина. Перевага такої системи у тому, що змазка подається лише один раз, і розподіляється на усі необхідні деталі, замість того, щоб змащувати вручну ті ж деталі кожен раз.

Виготовлено МАЗ 207, тривісний «довгомір», виготовлено екземпляр зчленованого автобуса на базі МАЗ 203 — у 2009 році виготовлено двосекційний МАЗ 205, довжина машини — 18,75 метра, а у 2013 році дебютував двосекційний МАЗ 215. З (орієнтовно) 2008 року випускається з дещо зміненим дизайном показникових приладів на приладовій панелі.

## Опис моделі

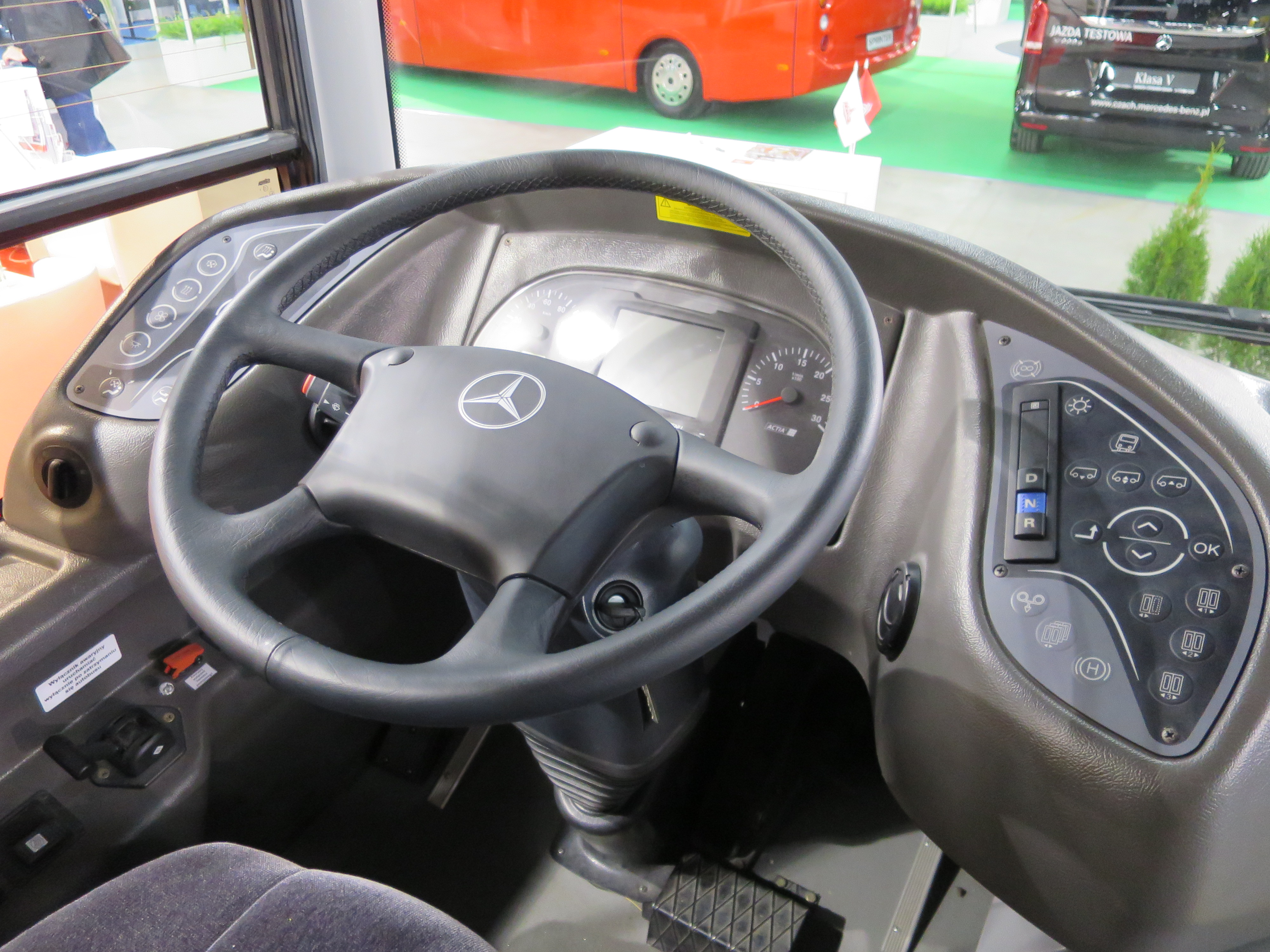
Автобус МАЗ-203

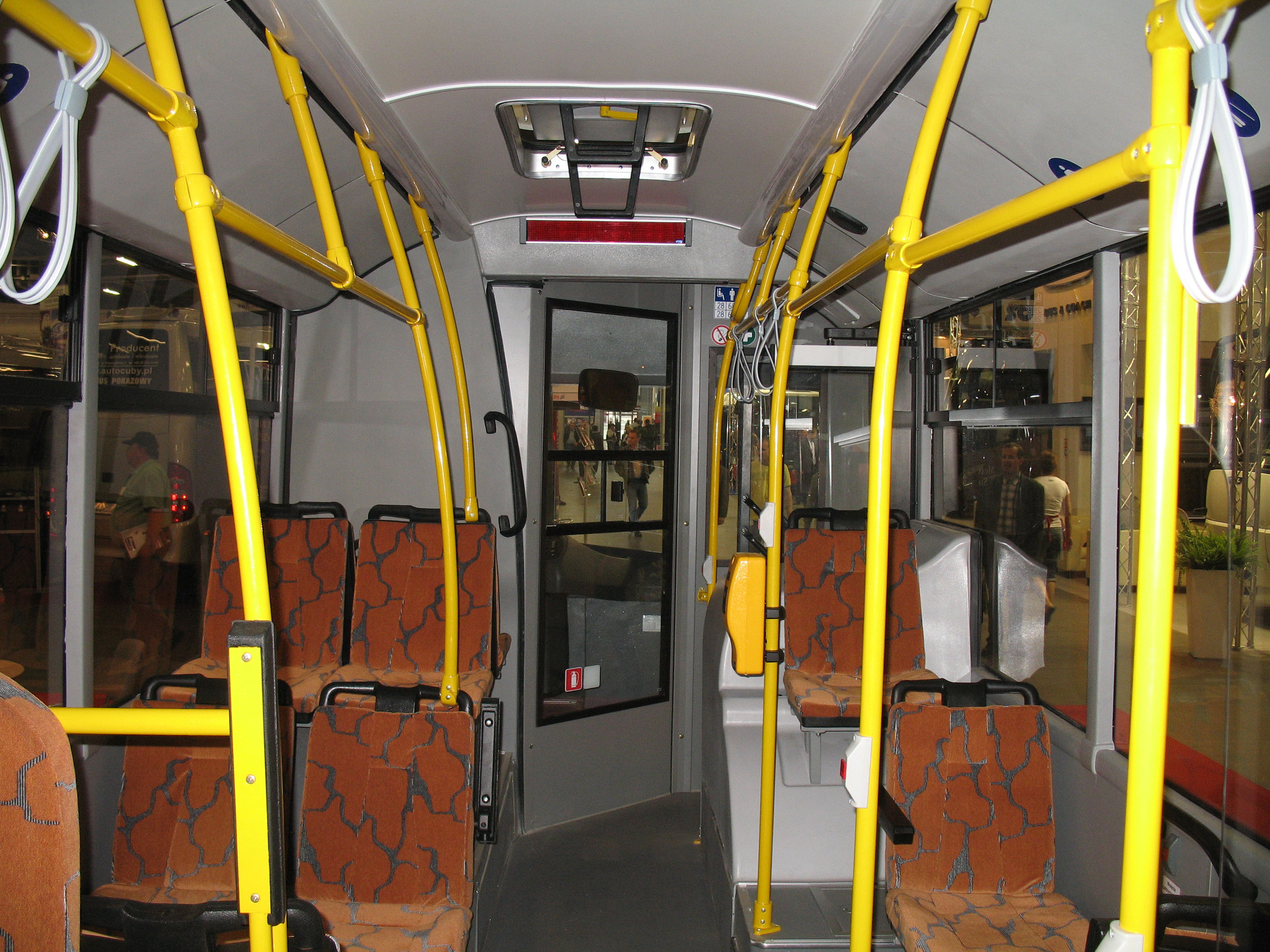
Автобус МАЗ-203

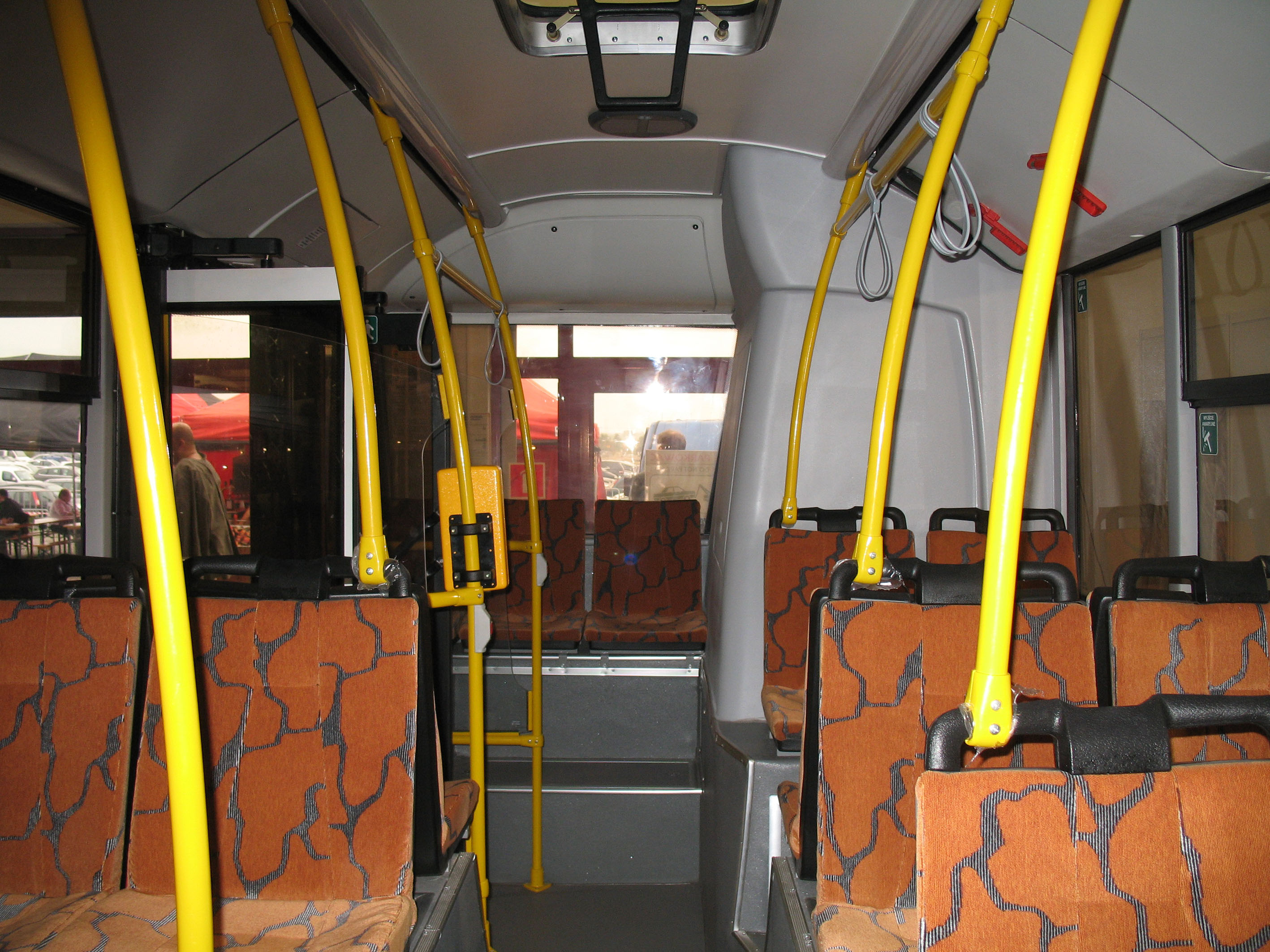
Автобус МАЗ-203

МАЗ 203 є прямим наступником МАЗ 103 «другого покоління» автобусів, покликаний замінити 103 модель, тому у його конструкцію внесено ряд позитивних змін (наприклад, підлога низька повністю, покращено дизайн і салон, і зовнішній вигляд, значно покращене планування салону). Як і 103 модель, міський автобус (а саме він і буде описаний у статті) є призначеним для перевезень у межах міста великих мас пасажирів з інтенсивним пасажиропотоком. Прогресивний дизайн автобуса підкреслює його переваги та позитивно впливає на його загальний вигляд. МАЗ 203, як і його попередник, МАЗ 203 є двовісним автобусом стандартної довжини, він є досить крупним — довжина МАЗ 203 складає рівно 12 метрів (це на 15 сантиметрів більше ніж у МАЗ 103). Дизайн автобуса, якщо порівняти з МАЗ 1ХХ, змінився кардинально — як у компонент, так і у зовнішньому вигляді. Кузов автобуса побудований по типу «монокок»: це, вірніше, тримальний кузов, коли усі агрегати та елементи кріплять вже на готовий «кістяк», а не на раму; що стосується рами, вона інтегрована у кузов та виконує функцію зміцнення конструкції; труби каркаса прямокутного розтину, виконано з високоміцної сталі. Зовнішня обшивка кузова виконується з високоміцної листової оцинкованої сталі (цинк застосовується для того, щоб сталь не окиснювалася); передня і задня панель облицьовано склопластиком; бокові склопакети вклеєно у каркас, що є елементом тримальної конструкції МАЗ 203. Автобус повністю підданий катафорезній обробці антикорозійним покриттям, і має ресурс роботи кузова понад 10 років.
Тепер про передок. Якщо порівнювати передки МАЗ 103 (або будь-який з міських МАЗів першого «покоління»), то схожості у них немає жодної — дизайн передка МАЗ 203 є повністю переробленим. Передок є каркасним, і є облицьованим шаром склопластику. Лобове скло МАЗ 203 зроблено суцільним (на відміну від МАЗ 103, у якого вітрове скло розділене навпіл), у автобуса застосовано безскалкове лобове скло; безуламкове, або безскалкове лобове скло є багатошаровим загартованим склопакетом, а скло з двох боків обклеєне шаром еластичного і прозорого пластику, що має властивість утримувати уламки. Якщо скло є пошкодженим (наприклад, від удару), воно хоч і розбивається всередині, та не розсипається і не розлітається за рахунок того, що утримується пластиком, скло не розлітається на частини та відповідно утримується у масі до повної заміни пошкодженого склопакету, якщо при сильному ударі такий склопакет і вилетить з віконної рами, то усе одно залишається лежати «листом», до того ж, усі склопакети автобуса МАЗ 203 вклеюються у каркас, за рахунок чого тримаються сильніше. За рахунок пластику, що утримує уламки, скалки від скла не розлітаються та не утворюють різальних скалок, і не можуть нікого травмувати, через що безскалкове скло назване «травмобезпечне», або ще простіше, «безпечне». Слід також зазначити, що передній рейсовказівник у автобуса розміщено за лобовим склом, вітрове скло — панорамного типу, і забезпечує водієві максимально можливі умови контролю за ситуацією на дорозі. На автобусі застосовано склоочисники горизонтального типу, що висуваються один з-під одного, вони мають великі полотно-насадки, необхідні для очищення максимально можливого відсотку поверхні скла від опадів та бруду. Передбачена можливість миття лобового скла піною з двох спеціальних бачків під лобовим склом, склоочисники автобуса мають три режими роботи. Світлотехніка на передку МАЗ 203 також змінена: замість одиночних фар квадратної форми над бампером, у автобуса по 4 фари з кожного боку, що розміщено наступним чином: дві фари прямо під лобовим склом, 4 під ними, і протитуманні: дві зліва і справа від бамперу. Фари автобуса мають округлу форму і малого розміру, однак мають високу потужність та лінзове скління, що потрібне для збільшення далекоглядності вогнів. Протитуманні фари (на передку розміщено нижче від усіх) і фари дальнього світла (ті, що прямо під лобовим склом) також округлі та невеликі, їх оснащено лінзами. У МАЗ 203 вже зникає величезний бампер чорного кольору, а той бампер, що наявний, просто зливається з кузовом, на бампері відведене спеціальне місце для бортового номера автобуса, адже автобуси, на відміну від багатьох тролейбусів бортові номери якраз мають, навпаки — рідше паркові номери. Чорна емблема на передку автобуса, його виробника, Мінського автомобільного заводу розміщена прямо посередині передку автобуса. Над лобовим склом автобуса розміщено його передній рейсовказівник (це ще одна перевага над МАЗ 103, на яких електронні рейсовказівники встановлювалися нечасто) — на переважній більшості автобусів МАЗ 203 встановлюються електронні маршрутовказівники, сучасні табло з суцільним дисплеєм блінкерного типу, що також можуть працювати як «рухомий рядок». На табло можна ввести інформацію як одним, так і двома рядками — табло демонструє гнучкість у цьому аспекті. Ще одне табло розміщене у боковині з правого боку, меншого розміру, звичайно, однак також показує інформацію про маршрут, табло на задній панелі може показувати лише номер (хоч воно теж електронне). На передку автобуса також можуть розміщуватися деякі позначки, що показують його зручності, наприклад, іконка на блакитному фоні людини у інвалідному візку вказує на те, що автобус може перевозити інвалідів у візках та обладнаний усім необхідним для їх перевезення. Бокові дзеркала заднього виду автобуса сферичного типу, вони оснащені електропідігрівом що необхідний для запобігання їх обмерзанню, а також оснащені антибліковим покриттям, що є важливим у сонячні дні.
Задня панель автобуса також виконана у новому дизайні, з кузовом, який зливається з бампером, округлими задніми вогнями, заднє скло неповне, оскільки моторний відсік вилізає до салону і забирає там трохи місця. На боковині зліва розміщено решітку — це повітрозабірник двигуна. Щодо самого моторного відсіку, то двигун автобуса розміщений на його задньому звисі; автобус може комплектуватися різними двигунами німецького виробництва: дизельний двигун Deutz TCD 2013 LO6 або Mercedes-Benz OM906LAIII. Обидва даних двигунів є чотиритактними. Принцип роботи чотиритактного дизельного двигуна включає у собі такі такти: при першому такті у циліндр з впускного клапану надходить свіжа порція повітря. У другому такті поршень стискає це повітря приблизно у 17 разів; перед третім тактом у камеру згоряння находить порція пального, що впорскується форсункою. У третьому «робочому» такті пальне згоряє, і енергія вивільняється, а у четвертому такті відпрацьовані гази виштовхуються поршнем через випускний клапан. Надалі відбувається усе те ж саме: повітря надходить через впускний клапан, стискається, надходить пальне, згоряє, виділяється енергія, відпрацьовані гази виштовхуються з циліндра. Самих циліндрів у автобуса шість, сумарний робочий об'єм становить 6,37 літра, а паливний бак уміщує до 250 літрів дизпалива. Двигуни, що встановлюються на МАЗ 203 є досить потужними (170 кіловат, Deutz) і 206, Mercedes-Benz; дані двигуни, на відміну від ММЗ і ЯМЗ, що встановлювалися на МАЗ 103 відповідають значно жорстким екологічним умовам Euro-3 i Euro-4 (для порівняння, навіть німецькі двигуни на МАЗ 103 відповідали екостандарту не вище за Euro-2), тим більше, вони є набагато тихшими та мають кращу якість ніж білоруські ММЗ і російські ЯМЗ. Автобус МАЗ 203 є двовісним, на автобусі застосовано дискову конструкцію коліс; автобус комплектується мостами німецької фірми ZF (тяговий міст, тобто міст, на який передається крутний момент по карданному валі, що створюється двигуном — задній), портального типу. Передня підвіска і задня автобуса залежна пневматична, вони оснащені декількома балонами, що потрібні саме для виконання функції кнілінгу кузова, адже у опціях МАЗ 203 перебуває і обладнання підвіски функцією кнілінгу, тобто автобус може присісти на праві півосі аж до рівня тротуару, чимало МАЗ 203 обладнані ними (дана система застосовується переважно на зупинках). Гальмівна система автобуса представлена такими компонентами:
- робоче гальмо (гальмо, яке приводиться у дію водієм натиском на педаль гальма, сповільнення регулюється і від сили натиску на педаль) — пневматична, двоконтурна система (розбиття на гальмівні контури по осі).
- моторне гальмо — дане гальмо застосовується для пригальмовування на спусках. Принцип полягає у перекритті подачі палива до циліндрів (тобто перекриття бензопроводу) перетинкою, що зветься дросель. Приводиться у дію ручкою або ручним важелем.
- стоянкова гальмівна система (це система для нерухомого утримання транспортного засобу під час зупинок, особливо актуальна на ухилах[1], зазвичай це ручний важіль) — представлена ручним важелем, що діє на гальмівні механізми тягового моста. Ручний важіль, щоправда невеликий і по формі більше схожий на джойстик.
- ABS — також у автобуса наявна антиблокувальна система ABS (Anti-lock Braking System), Knorr-Bremse або WABCO. ABS забезпечує керованість автобуса під час різкого або екстреного гальмування.
- ASR — у автобуса наявна протибуксувальна система ASR (DTC), вона потрібна для зчеплення (колеса) з дорожньою поверхнею та унеможливлення буксування, наприклад, на слизьких поверхнях (лід, мокра дорога).

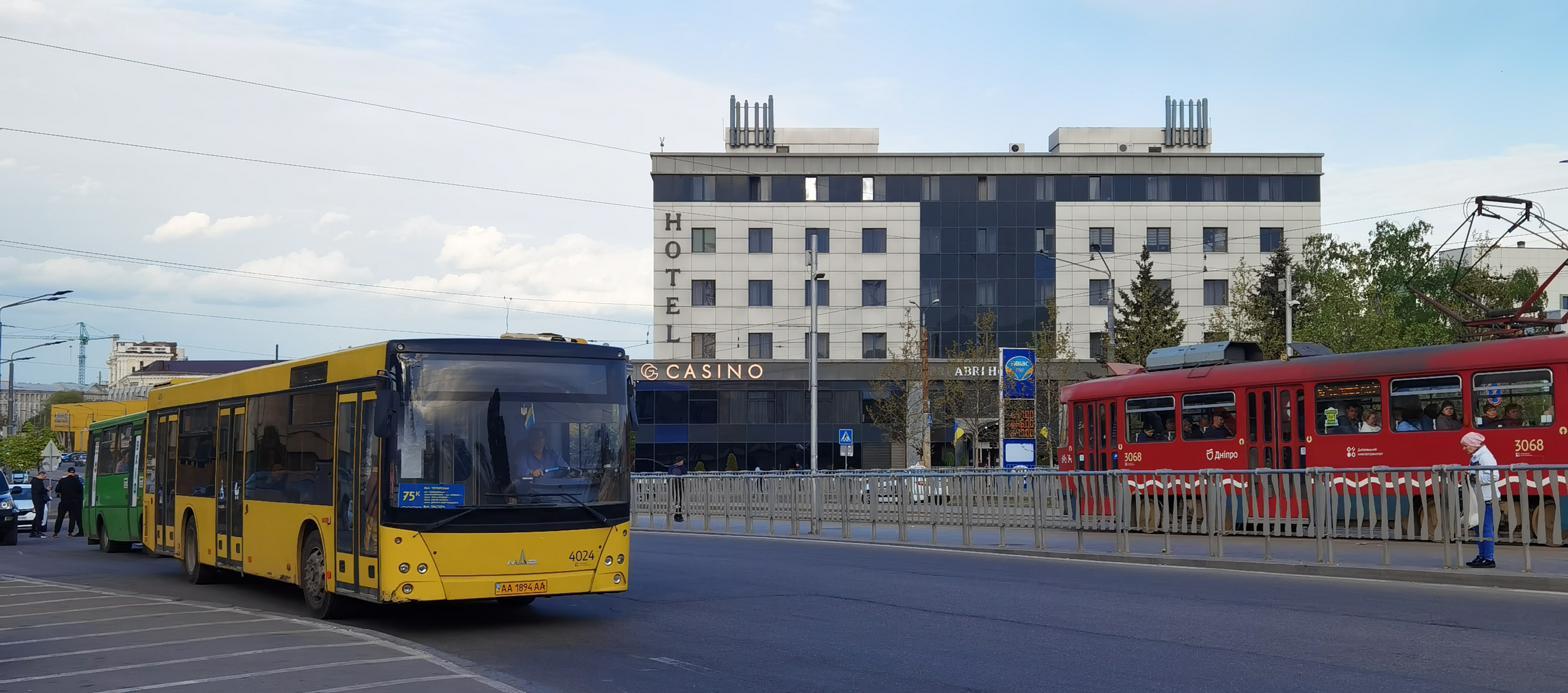
МАЗ-203 в Дніпрі
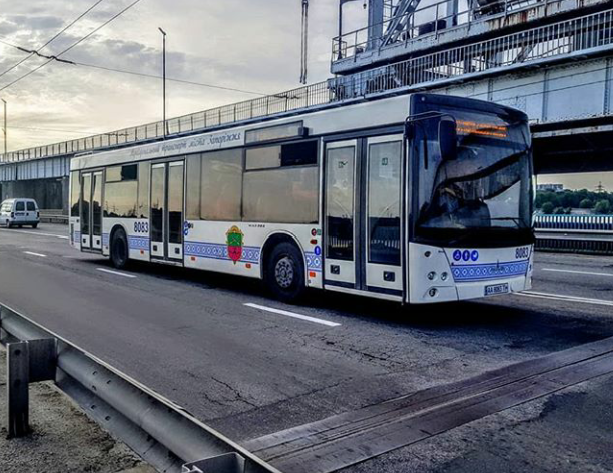
МАЗ-203 в Запоріжжі
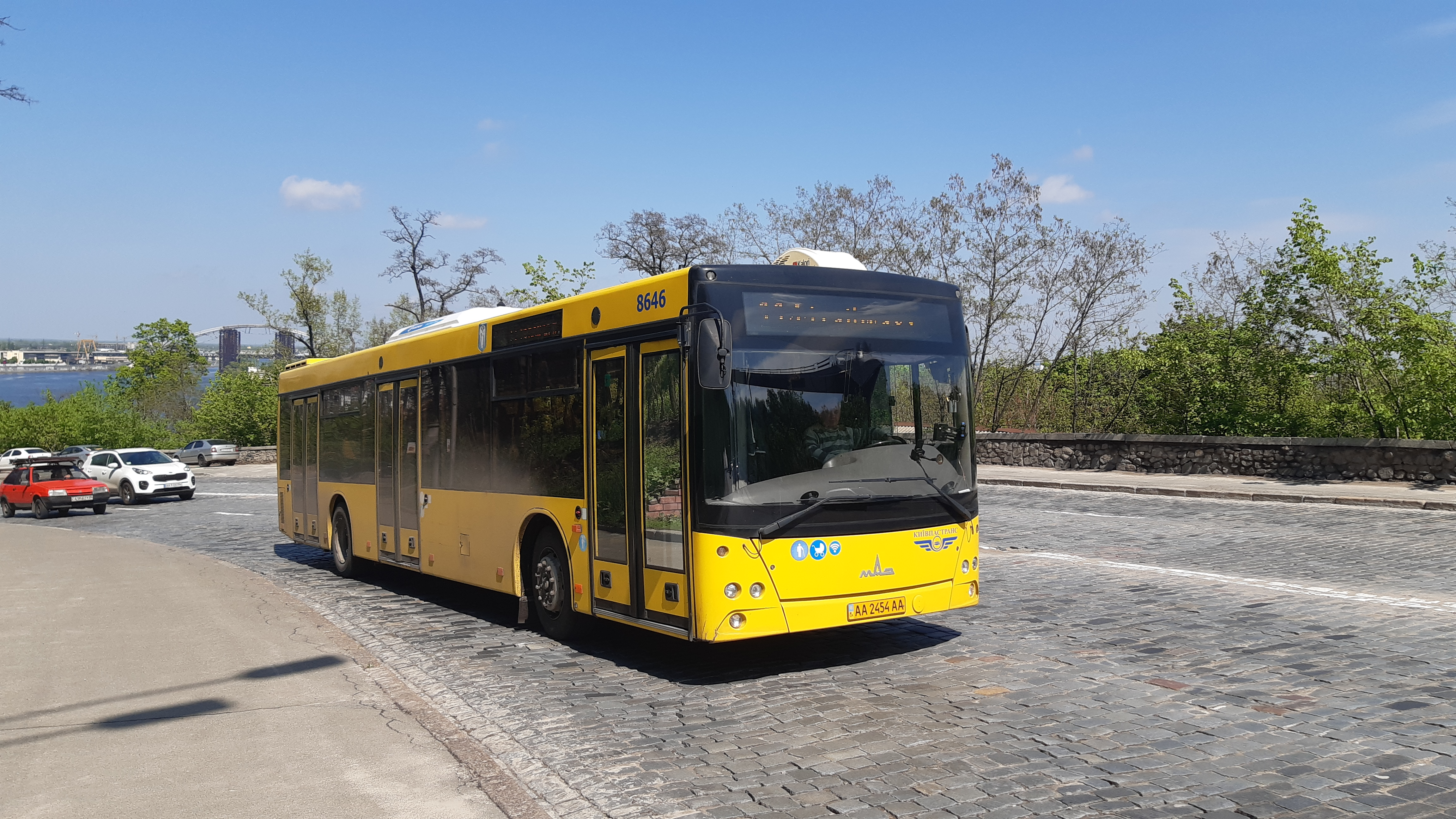
МАЗ-203 в Києві
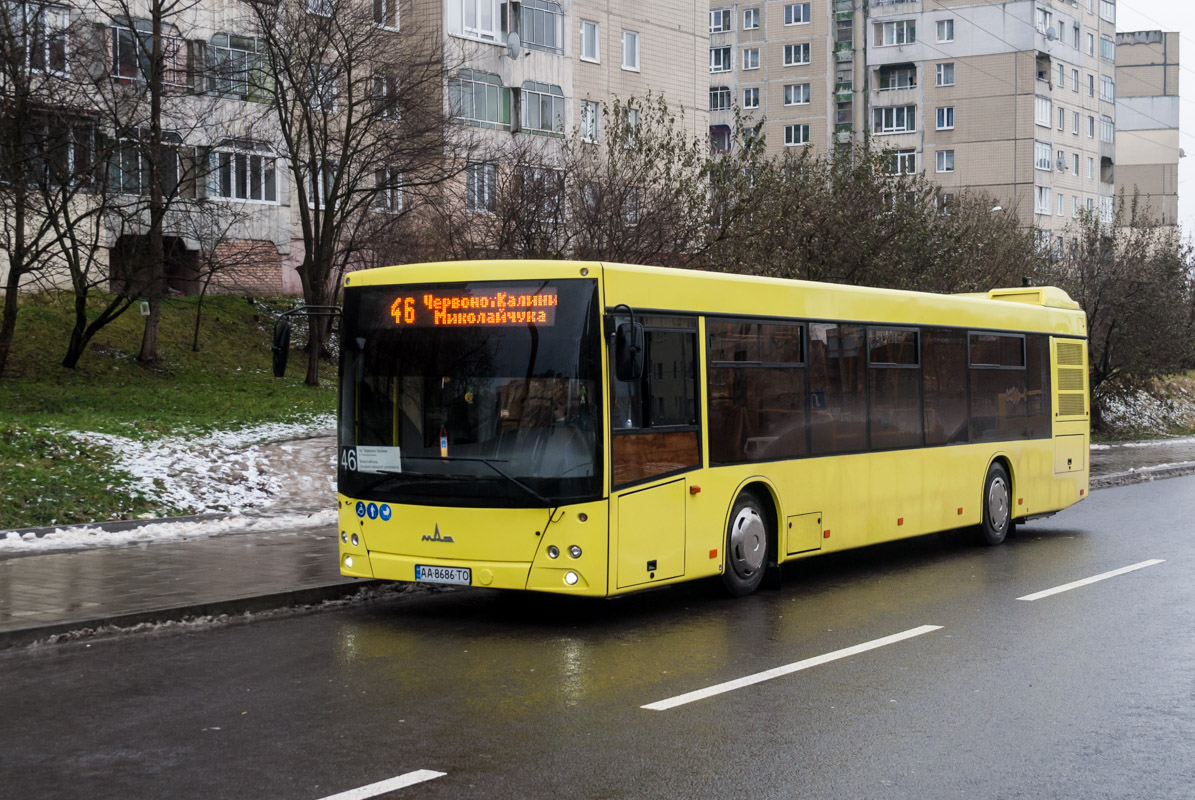
МАЗ-203 у Львові

До салону автобуса ведуть три двостулкові двері поворотно-зсувного типу (у приміської версії існують лише передні та середні), що є оснащені безуламковими склопакетами, до того ж, для комфорту пасажирів, тонованими. Двері можуть бути оснащені системою протизащемлення пасажирів; принцип дії цієї системи простий: двері просто відходять на попередню позицію, якщо на їх шляху щось опиняється, така система істотно зменшує травматизм пасажирів у годину-пік, коли автобуси їдуть буквально «забитими». Біля дверей розміщено кнопки для їх відкриття у разі того, що двері заїло або вони зламалися; якщо ж у МАЗ 103 двері відкривалися досить шумно буквально з гуркотом, то ці двері є дуже малошумними. Як вже згадано вище, МАЗ 203, на відміну від свого попередника МАЗ 103 є повністю низькопідлоговим автобусом від початку до кінця: у передніх та задніх дверях висота підлоги становить 34 сантиметри до дорожньої поверхні, а у середніх дверях — 33. По замовленню, підвіска МАЗ 203 може бути обладнаною системою нахилу кузова (на праві півосі), кнілінг. За допомогою свого присідання, автобус може присісти ще на 6 сантиметрів — до 27 сантиметрів (середні двері), буквально до рівня тротуару, що суттєво полегшить в'їзд дитячих та інвалідних візків у салон (автобус обладнаний усім необхідним для цього). До слова, його попередник МАЗ 103 не є повністю низькопідлоговим — низький рівень підлоги у 36 сантиметрів зберігається лише на перших двох входах, надалі підлога підвищується з 36 до 58 сантиметрів, тому МАЗ 203 і тут його «обійшов». 
Салон автобуса виконано також з зовсім інакшою обробкою та набагато сучаснішим дизайном, характерним для нових автобусів; слід відмітити, що простору у МАЗ 203 набагато більше ніж у МАЗ 103, з'явилися цілком інакші сидіння та планування салону. Підлога салону виконана з цільного неслизького лінолеумного килиму, що оздоблений декоративними блискітками. Салон загалом виконано у світлих кольорах (наприклад, обробка бортів, склопластикова, світлосіра, сидіння оранжевого кольору, яскраво-оранжеві поручні); у відділки салону є одна особливість: автобус загалом виконано з підвищеною пожежобезпечністю, а обробка бортів салону виконана з негорючої пластмаси, тобто у разі пожежі, полум'я до салону (практично) не пробивається, а горітиме автобус майже годину. Поручні автобуса виконано з гнутої сталевої труби тонкого типу, пофарбованої полімерною фарбою для високої корозієстійкості; вертикальні поручні розміщено майже біля кожного ряду сидінь а також на накопичувальному майданчику, на багатьох з них розміщено кнопки виклику до водія у разі необхідності, наприклад, зупинки на вимогу; особливістю вертикальних поручнів є те, що вони є гнутими у верхній частині труби — це просто такий елемент дизайну (такого у МАЗ 103 немає, у них вертикальні поручні цілком прямі), вертикальні поручні зазвичай пофарбовані яскраво-помаранчевим кольором. Вертикальні поручні з'єднано з горизонтальними за допомогою дюралюмінієвих кронштейнів та зшито болтами (дюралюмінієве кріплення є перевагою, оскільки даний сплав є дуже міцним і узагалі не іржавіє). Горизонтальні поручні також тонкі, вони розміщені уздовж усього салону; оскільки деякі горизонтальні поручні розміщено високо, вони обладнані спеціальними підвісними ручками, зробленими з дерматин. Деякі з горизонтальних поручнів є вигнутими, однак це такий елемент дизайну, а не брак виробництва. Окрім поручнів, у різних місцях у салоні розміщено короткі пластмасові ручки (наприклад, перед перегородкою водія, у передній частині салону на боковинах). Сидіння автобуса виконано з м'яким покриттям, сидіння, що встановлюються к салоні МАЗ 203 зовсім відрізняються від тих, що на МАЗ 103 і дизайном, і кращою якістю. Корпус сидячих місць виконано з пластмаси сірого кольору, спинка і подушка сидіння обшивається м'якою синтетичною тканиною помаранчевого кольору, що виготовлена зі спеціального негорючого волокна. Задня спинка сидіння є цілком пластмасовою; на сидіннях встановлено ручки з пластмаси для пасажирів, що стоять поруч і з сидячими. На деяких сидіннях (у передній частині салону) наявне ще одне варте уваги нововведення — вони обладнані підлокітниками (пластмасовими), що можуть для легшого проходу та зручності відкидатися. Сидіння на передніх та задніх колісних арках встановлено на помості, у задньому ряді їх три, вони розміщені буквально на моторі, вони також на помості. Щодо загальної місткості автобуса, то сидячих місць від 26 до 29 штук у залежності від комплектації автобуса (їх трохи більше у приміській модифікації МАЗ 203С — до 32 штук), ну а загально автобус може умістити до 105 чоловік. Слід відмітити, що автобус є вельми просторим, особливо у передньому майданчику, де дві пілки відведено для пасажирів; проходи між колісними арками досить широкі, а сидіння встановлено компактно. Є і ще один цікавий елемент — у передній частині салону, прямо спереду біля перегородки кабіни водія розміщено електронне табло, що показує час, дату та рейс, по якому курсує автобус.
Автобус МАЗ 203 є низькопідлоговим, і може перевозити пасажирів у інвалідних візках, на обладнаний усім необхідним для цього. По-перше, МАЗ 203 є повністю низькопідлоговим (висота підлоги уздовж салону становить 33—34 сантиметри), по-друге, підвіска автобус може обладнуватися електронною системою нахилу кузова на праві півосі, кнілінг, що слугуватиме для зручнішого підйому. Навпроти середніх дверей розміщено спеціальну відкидну апарель (це додаткова опція, однак переважна більшість МАЗ 203 ними обладнана), що слугує підйомом, та може витримати значні навантаження. Під «стоянку» інвалідного візка виділено накопичувальний майданчик, що розташовано прямо навпроти середніх дверей. Стандартно, даний майданчик обладнується кнопкою виклику до водія у разі потреби, що розміщена на борті, а додатково можуть встановлюватися кріплення та ремені для утримання інвалідного візка. Однак, завдяки низькому рівню підлоги, МАЗ 203 може перевозити і дитячі візочки, а також великогабаритні речі, що мають колеса, наприклад, валізи. Бокові вікна автобуса зроблено дуже високими, за рахунок чого значно покращується комфорт огляду дороги пасажирами, бокові склопакети є вклеєними у каркас автобуса, а гумові профілі з вікон цілком зникли, бокові вікна автобуса також зроблено безуламковими, для зручності пасажирів, автобус оснащено тонованими склопакетами. У автобуса розвинені система вентиляції, яка представлена відкидними люками на даху салону а також зсувники кватирками на бокових вікнах, у опціях автобуса наявне встановлення кондиціонера, опалення у салоні представлена декількома повітряними конвекторами; система вентиляції та опалення також значно обходить МАЗ 103. Освітлення у салоні здійснюється за рахунок плафонових світильників, що розміщено у два ряди на даху салону.
Кабіна водія автобуса найчастіше виконана напіввідкритого типу (хоча деякі є цілком відгороджені від салону суцільною перегородкою), це ще одна відмінність від МАЗ 103. Таке планування дозволяє залишити обидві стулки передніх дверей для пасажирів, тим самим значно зменшуючи набитість людьми у передній частині салону, як це часто буває у автобусів, де для пасажирів у передніх дверях виділено лише одну стулку. Кабіна відмежована від салону невеликою перегородкою з невеликими відсувними дверима. Приладова панель та місце водія також виконано у цілком інакшому стилі та оформленні, аніж у МАЗ 103. Приладова панель зроблена у вигляді півкола, та має дві варіації виконання панелі з показниковими приладами, світлого пофарбування (біла або світлосіра), зроблена зі склопластику. Оскільки двері входу та виходу з лівого боку від водія немає, там розміщено додаткову панель. Клавіші на приладовій панелі виконано великого розміру та чорного кольору, вони легко читаються за рахунок того, що великі та мають позначки у вигляді малюнків, які функції вони включають. Клавіші з правого боку приладової панелі відповідають за відкриття та закриття дверей, також там наявна кнопка включення аварійної сигналізації. На вищезгаданій додатковій панелі розміщено джойстик (це мало схоже на важіль) ручного гальма, що застосовується при стоянці для нерухомого утримання автобуса на місці, а також кнопки управління автоматичною коробкою передач (у більшості МАЗ 203 якраз автоматична коробка передач). Клавіші на лівій частині приладової панелі відповідають за опалення та вентиляцію у салоні, а також за ввімкнення та вимкнення освітлення, фар (звичайних, протитуманних та дальнього світла) та габаритних вогнів. Панель з показниковими приладами розміщена посередині приладової панелі та може виконуватися у двох варіантах. 1й. Праворуч у центральній частині приладової панелі розміщено тахометр, що оцифровано до 3000 об/хв; зліва розміщено спідометр з великим циферблатом та електронним одометром, він має велику червону стрілку та оцифрований до 120 км/год (також є оцифровка у милях/год), однак такої швидкості автобус не розвине через обмеження максимальної швидкості у місті (50—60 км/год), а також через те, що він не може розвинути такої швидкості. Посередині розміщено електронне-табло, яке містить покази манометра, бензинометра та інших. Цей бортовий комп'ютер містить інші показники, наприклад, усі індикатори замість величезного блоку зі світлодіодами чи чимось схожим на них показано на ньому. 2й. У другому варіанті окрім зміненого дизайну показникових приладів дещо змінилися клавіші на приладовій панелі, однак несуттєво (наприклад клавіша аварійної сигналізації стала звичайної форми — червона і округла). У другому варіанті вже немає електронного табло, усі прилади є стрілковими; прилади спідометр та тахометр оцифровані так само як і у попередньому варіанті, тільки ціна поділки стала рівно 1 км/год. Усі показникові прилади мають червоні стрілки, одометр також електронний. Ідентичний варіант виконання панелі з показниковими приладами мають українські автобуси Богдан А601.10 і Богдан А801.10; приладова панель тролейбуса МАЗ-Етонн Т203 є ідентична першому варіанту, тільки без тахометра. Кермова колонка автобуса оснащена гідропідсилювачем, а кермовий механізм залишається МАЗівським (АМАЗ). Замок запалювання розміщується по центру прямо під кермовим колесом. Підкермові важелі представлено двома підкермовими важелями: лівий відповідає за включення поворотника, подачі звукового сигналу та підморгування фарами. а правий відповідає за ввімкнення та вимкнення склоочисників, на ньому також є накладка подачі звукового сигналу. Такі ж підкермові важелі можна зустріти і багатьох інших білоруських автобусах та тролейбусах, наприклад: МАЗ 105, МАЗ 107, Белкоммунмаш 33300, Белкоммунмаш 4200, у тролейбуса Т203 вони ідентичні; такі ж можна знайти і на українському автобусі БАЗ 2215 (Дельфін). Водійське крісло також зроблене цілком нове: крісло м'яке і комфортне, влаштоване на пневмопідвісці та може відсуватися на спеціальних рейках, воно виконано дуже високим, тому немає необхідності у підголівнику, спинка крісла також регульована. Крісло оснащується ременем безпеки (наявний) а також відкидним пластмасовим підлокітником з правого боку. Стосовно коробки передач автобуса, то МАЗ 203 випускається переважно з автоматичною коробкою передач від Voith або ZF, однак можливий і варіант з механічною коробкою передач. При автоматі, керування відбувається за рахунок двох керівних педалей — гальма і акселератора, що зроблені великими, і з узорами аби нога водія не ковзала. При механічній КПП додається і зчеплення. Також на місці водія наявні вогнегасник та аптечка.

## Переваги надМАЗ 103

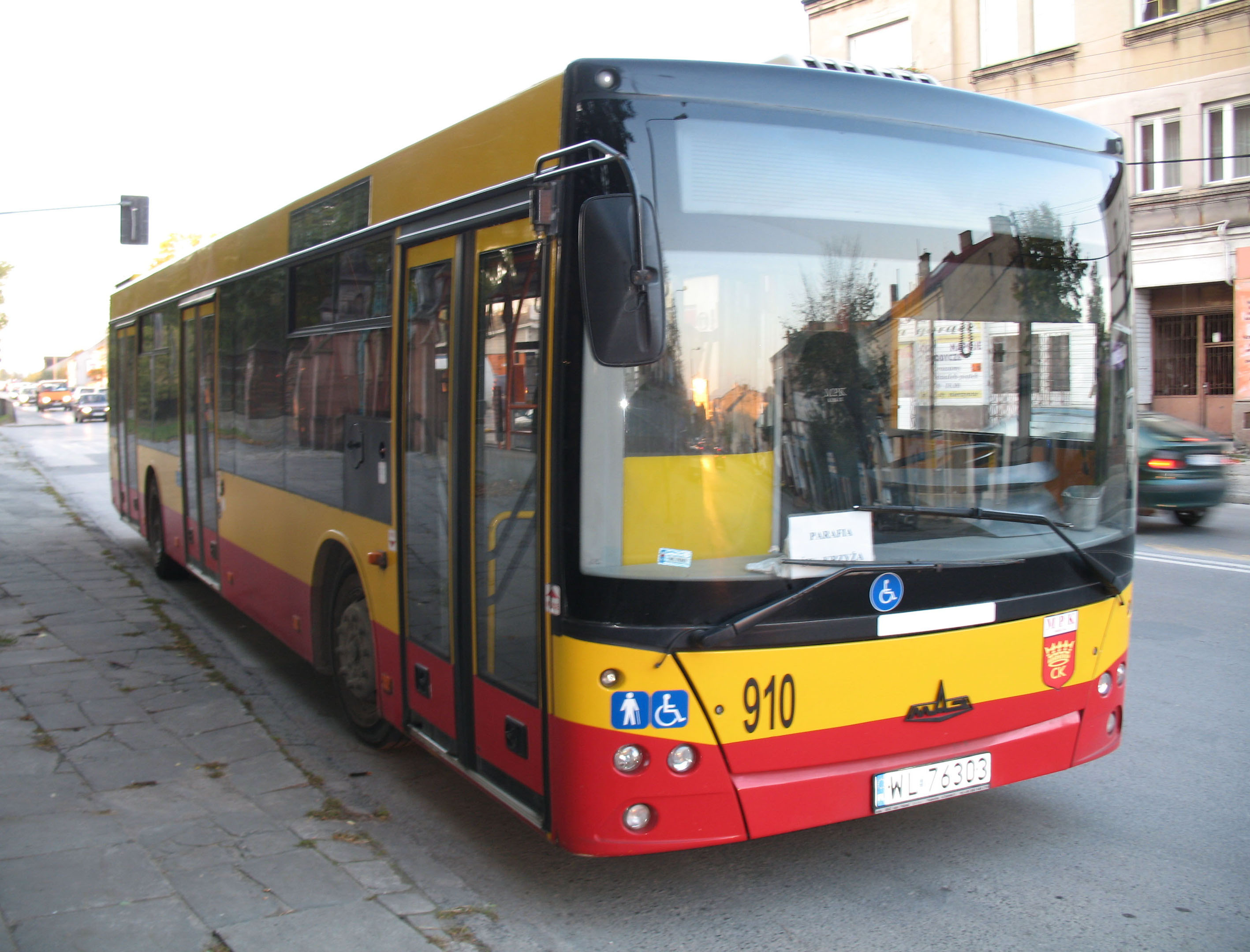
Автобус МАЗ-203 в м. Кельці, Польща

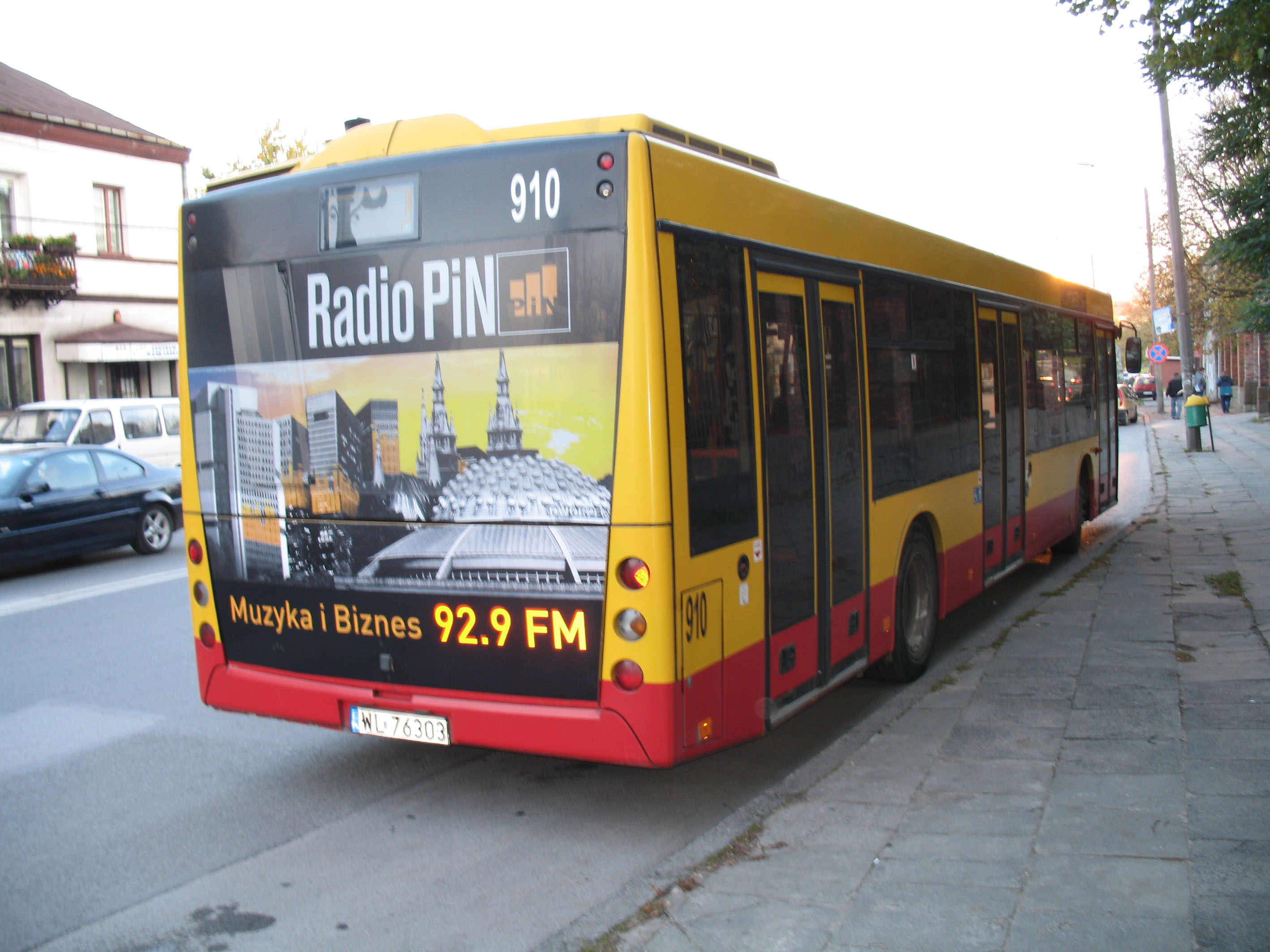
Автобус МАЗ-203 в м. Кельці

МАЗ 203 переважає свого попередника МАЗ 103. Спершу, дизайн: 203 модель має цілком інакший дизайн і ззовні і зсередини. Двигун на МАЗ 103 бралися від Mercedes-Benz, ЯМЗ та ММЗ, однак вони були дуже шумні, відповідали екологічним стандартам не вище Euro-2, сильно забруднювали навколишнє середовище (доходило до витрат у 40 літрів дизпалива у міському циклі) і для МАЗ 103 було проблематично подолати підйоми з великим завантаженням. У МАЗ 203 двигун може відповідати екологічним нормам навіть Euro-4, при цьому він достатньо потужний, або автобус легко долав затяжні підйоми навіть з повним салоном; двигун малошумний, у салону добра шумоізоляція. Щодо швидкості, то МАЗ 203 вийшов більш швидкісним за МАЗ 103: якщо 103 модель розвивала швидкість 70…80 км/год, то МАЗ 203 можна розігнати до 100 км/год, а то і більше (однак, враховуючи що автобус міський, така швидкість йому не особливо потрібна).
Дизайн нового автобуса в цілому дуже змінився: у нього з'явилося панорамне і суцільне лобове скло, фари замість одиночних і квадратних стали маленькими, однак їх 4, зник величезний чорний бампер, який натомість у МАЗ 203 «зливається» з кузовом. Мотор, як і МАЗ 103 знаходиться так само на задньому звісі. МАЗ 203 є повністю низькопідлоговою машиною з рівнем підлоги по салоні 33—34 сантиметри, якщо МАЗ 103 мав 54-56 сантиметри.

## Особливості моделі МАЗ 203

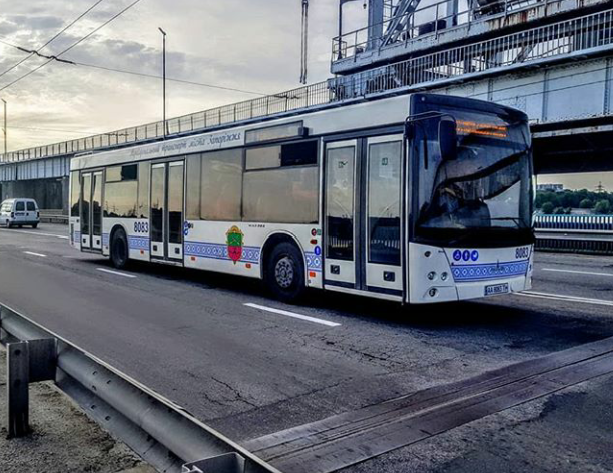
МАЗ-203 в місті Запоріжжі

МАЗ 203 є цілком сучасною машиною, що не поступається західним аналогам. Автобус має високий строк служби кузова, що виконано з високоміцної сталі, має вклеєні у каркас склопакети та цілком сучасний дизайн, що анітрохи не схожий на дизайн МАЗ 103. У конструкції МАЗ 203 застосовано ряд якісних іноземних компонент, наприклад: коробка передач (автоматична), двигун, гальмівна система та мости використано німецького виробництва різних фірм (див. технічні характеристики). МАЗ 203 також має високий рівень безпеки для пасажирів, наприклад, він перейняв перевагу МАЗ 103 з виконанням відділки салону з негорючої пластмаси, автобус оснащений ABS, ASR, моторним гальмом.
Суттєво покращено дизайн та планування салону, що виконано у світлих кольорах. МАЗ 203 став низькопідлоговим повністю (33—34 сантиметри до землі), підвіска може оснащуватися системою нахилу кузова кнілінг, за рахунок чого автобус може присісти до 27 сантиметрів, фактичною до рівня тротуару. Такі вади МАЗ 103, як вузькі проходи у колісних арках вже виправлено, у автобуса доволі просторий салон. Також автобус має хорошу систему опалення та вентиляції (у автобуса може встановлюватися кондиціонер). Передбачене перевезення 1 пасажира-інваліда у візку, також можливе перевезення великогабаритної колісної поклажі.
У автобуса передбачено такі додаткові опції:
- встановлення електронних рейсовказівників (обладнано переважно всі);
- система автоматичної централізованої змазки фірми Lincoln, Німеччина;
- встановлення у салоні відкидної рампи для в'їзду інвалідних візків;
- облаштування кріплень та ременів для закріплення інвалідного візка;
- обладнання підвіски електронною системою ECAS (kneeling);
- встановлення кондиціонеру в салоні.

Також автобус може мати різну комплектацію з різною кількістю сидячих місць. На базі МАЗ 203 побудовано такі автобуси:
- МАЗ 203С — його приміська дводверна версія, більша кількість сидячих місць;
- МАЗ 205 — двосекційний автобус на базі МАЗ 203, довжина 18,75 метра, випускається з 2009 року.
- МАЗ 206 — 8-метровий автобус середнього класу;
- МАЗ 215 — двосекційний автобус на базі МАЗ 203.
- МАЗ-Етон Т203 — 12-метровий тролейбус на базі МАЗ 203 з електрообладнанням Етон (Білорусь), випускається з ТІСУ або IGBT-транзисторною СУ. Моторна шахта у вигляді «шафи» відсутня, мотор під підлогою у задньому звісі.

## Технічні характеристики
| Технічна характеристика МАЗ 203                      | Технічна характеристика МАЗ 203                                                                   |
| ---------------------------------------------------- | ------------------------------------------------------------------------------------------------- |
| Загальні дані                                        |                                                                                                   |
| Модель                                               | МАЗ 203                                                                                           |
| Клас                                                 | міський автобус                                                                                   |
| Виробник                                             | МАЗ                                                                                               |
| Випускається з,                                      | 2006 (2005 проект)                                                                                |
| Подібні моделі                                       | МАЗ 103, МАЗ 205, МАЗ 206, МАЗ 207, МАЗ-Етон Т203                                                 |
| Кузов                                                |                                                                                                   |
| Кузов (загальне описання)                            | одноланкового типу, тримальний інтегрований з рамою кузов, вагонного компонування                 |
| Каркас кузова                                        | виконаний з труб з високоміцної сталі прямокутного розтину                                        |
| Боковини, передок і задок (обшивка)                  | виконані з оцинкованої сталі                                                                      |
| Антикорозійне покриття                               | катафорезна обробка усього каркаса і кузова                                                       |
| Ресурс роботи кузова, більше, роки                   | >10                                                                                               |
| Габаритні розміри                                    |                                                                                                   |
| Довжина, мм                                          | 12000                                                                                             |
| Ширина, мм                                           | 2550                                                                                              |
| Висота, мм                                           | 2950 (3050 з встановленим кондиціонером)                                                          |
| Передній звис, мм                                    | 2700                                                                                              |
| Задній звис, мм                                      | 3400                                                                                              |
| Поворотний діаметр, не менше, метри                  | 11.2                                                                                              |
| Колісна база, мм                                     | 5900                                                                                              |
| Дорожній просвіт, мм                                 | (250) регулюється (кнілінг)                                                                       |
| Кут з'їзду/виїзду, °                                 | 7/7                                                                                               |
| Споряджена маса, кг                                  | 11100                                                                                             |
| Повна маса, кг                                       | 18000                                                                                             |
| Елементи ззовні                                      |                                                                                                   |
| Світлотехніка (передок)                              | 8 фар (2 протитуманні), з лінзами                                                                 |
| Бампер                                               | заварний, нечіткоокреслений                                                                       |
| Буксирувальний кронштейн                             | за бампером                                                                                       |
| Маршрутовказівники                                   | електронні табло з різними функціями (детальніше у описанні моделі)                               |
| Виробник табло                                       | ІНТЕГРАЛ                                                                                          |
| Лобове скло                                          | панорамного типу, безуламкове                                                                     |
| Склоочисники                                         | горизонтального типу, 3 швидкісні                                                                 |
| Розташування двигуна                                 | задній звис                                                                                       |
| Колеса                                               | 275/80R×22.5 (дискові кріплення)                                                                  |
| Осі, штук                                            | двовісний (4×2)                                                                                   |
| Шасі                                                 |                                                                                                   |
| Передня вісь                                         | ZF                                                                                                |
| Тягова вісь, модель                                  | ZF (задня)                                                                                        |
| Моторесурс мостів, не менше, км                      | 1000000                                                                                           |
| Робоче гальмо                                        | пневматичне, двоконтурне                                                                          |
| Ручне гальмо                                         | ручний важіль діє на гальмівні механізми заднього моста                                           |
| Додаткове гальмо                                     | моторне гальмо                                                                                    |
| ABS                                                  | наявна                                                                                            |
| ASR                                                  | наявна                                                                                            |
| Гальмівні механізми                                  | дискові                                                                                           |
| Передня підвіска                                     | залежна пневматична                                                                               |
| Задня підвіска                                       | залежна пневматична                                                                               |
| Система кнілінгу ECAS                                | додаткова опція                                                                                   |
| Висота підлоги, см                                   | 33—34 (по довжині усього салону)                                                                  |
| Кнілінг, нахил, см                                   | 6 сантиметрів                                                                                     |
| Підвіска, виробник                                   | ?                                                                                                 |
| Салон                                                |                                                                                                   |
| Кількість дверей і тип                               | 3 двостулкові поворотно-зсувного типу                                                             |
| Аварійне відкриття дверей                            | кнопки біля дверей ззовні                                                                         |
| Пандус для в'їзду інвалідних візків                  | відкидна рампа, відсувається і зсувається механічно                                               |
| Розташування пандуса                                 | 2 (середні) двері                                                                                 |
| Поручні                                              | з тонкої сталевої труби                                                                           |
| Сидіння                                              | напівм'які, роздільного типу, з синтетичним покриттям                                             |
| Кількість сидінь                                     | 26—29 (залежно від замовлення та встановлення іншого обладнання)                                  |
| Висота салону, см                                    | близько 220 сантиметрів                                                                           |
| Система компостування квитків                        |                                                                                                   |
| Освітлення у салоні                                  | плафонові світильники на даху                                                                     |
| Вентиляція у салоні                                  | через зсувні кватирки, люки, +можливий кондиціонер                                                |
| Бокові вікна                                         | тоновані чорним відтінком, безуламкові                                                            |
| Опалення у салоні                                    | від повітряного конвектора                                                                        |
| Пасажиромісткість салону, чол                        | 100—105 (нормальна)                                                                               |
| Місце водія                                          |                                                                                                   |
| Кабіна водія                                         | відокремлена перегородкою від салону                                                              |
| Підсвітка у кабіні                                   | кожен з показникових приладів і один плафоновий світильник                                        |
| Вентиляція у кабіні                                  | через вентилятор і зсувну кватирку+можливий кондиціонер                                           |
| Крісло водія                                         | м'яке на пневмопідвісці, має підлокітник; регулюється спинка і відсувається                       |
| Приладова панель                                     | у формі півкола з твердого пластику                                                               |
| Кермова система                                      | МАЗ                                                                                               |
| Педалі                                               | 2 або три залежно від КПП                                                                         |
| Коробка передач                                      | автоматична Voith Diwa D851.3E (триступінчата) автоматична ZF 6P3502C (шестиступінчата) механічна |
| Тип КПП                                              | автоматична/механічна                                                                             |
| Число ступенів КПП                                   | 3/1 6/1                                                                                           |
| Двигун і динамічні характеристики                    |                                                                                                   |
| Тип палива                                           | дизель                                                                                            |
| Тип двигуна                                          | дизельний чотиритактний                                                                           |
| Марка двигуна (для конкретно цієї модифікації)       | Deutz TCD 2013 LO6 (Euro-3) Mercedes-Benz OM906 LAIII (Euro-3, Euro-4)                            |
| Потужність, кіловат                                  | 170 (Deutz) 205 (Mercedes)                                                                        |
| Місткість паливного бака, літри                      | 250                                                                                               |
| Кількість циліндрів, шт                              | 6                                                                                                 |
| Робочий об'єм, см³                                   | 6370                                                                                              |
| Норми викидів                                        | Euro-3 або Euro-4                                                                                 |
| Витрати пального при міському циклі на 100 км, літри |                                                                                                   |
| Максимальна швидкість руху, км/год                   | 88—105 (залежно від двигуна)                                                                      |